# Israïl Arsamàkov
Israïl Arsamàkov   (Grozni, 8 de febrer de 1962) és un aixecador de peses txetxè, ja retirat, que va competir durant la dècada de 1980.
El 1988 va prendre part en els Jocs Olímpics d'Estiu de Seül, on guanyà la medalla d'or en la competició del pes pesant lleuger del programa d'halterofília. En el seu palmarès també destaca una medalla de plata al Campionat del món d'halterofília de 1986 i una d'or al Campionat d'Europa del mateix any. A nivell nacional guanyà els campionats del 1981, 1985 i 1988.
Una vegada retirat passà a exercir d'entrenador d'halterofília. Entre el 1994 i 1998 fou president de la Federació Russa d'Halterofília i del 1996 a 2000 membre del Comitè Olímpic Rus.